# マーティン・キルシュナー
マーティン・キルシュナー（Martin Kirschner、1879年10月28日 - 1942年8月30日）は、ドイツの外科医。

## 生涯
キルシュナーはブレスラウで、マックス・カルベックの姉であるマルガレーテ・カルベックと、マーティン・キルシュナー判事（1842年 - 1912年）の間に生まれた。彼は1873年以降ブレスラウの評議員を務め、1879年以降は市議会議員を務めた。
1892年ベルリンのburgomaster（副市長）になり、1899年から1912年までの間、Oberbürgermeister（市長）の職を務めた。
キルシュナーは、フライブルク大学、ストラスブール大学、チューリッヒ大学、ミュンヘン大学に通っていた。
1904年にストラスブール大学で進級した後、彼はRudolf von Renvers（1854-1909）のもとで大学院の研究をするためにベルリンへ行った。 1908年から1910年までの間、彼はグライフスヴァルト大学のアーウィン・ペイラー（1871-1947）のもとの大学外科診療所にいた後、ペイラ―とポール・レオポルド・フリードリヒ（1864-1916）と働くためにケーニヒスベルク大学に行った。彼は1916年にケーニヒスベルク大学で手術の教授に任命され、1927年にはテュービンゲン大学の同じ役職への招待を受け入れた。
1924年3月18日、Kirschnerは初めて肺動脈塞栓摘出術 - Trendelenburgの手術を成功させた。また彼は人工食道を作るための新しい方法と膝関節の開口方法を開発した。
キルシュナーはハイデルベルクにおいて、62歳で死去した。

## 参照
- キルシュナー鋼線